# 阿庫尼湖
阿庫尼湖（白俄羅斯語：Акунь）是白俄羅斯的湖泊，位於烏沙奇以東26公里，由維捷布斯克州負責管轄，長0.27公里、寬0.18公里，面積0.03平方公里，湖岸線長度約0.68公里。